# As She Pleases
As She Pleases es el EP debut de la cantante estadounidense Madison Beer. Se estrenó el 2 de febrero de 2018 por First Access Entertainment. El EP fue promocionado por el sencillo principal «Dead», seguido de  «Say It to My Face» y «Home with You».

## Promoción
El sencillo principal «Dead», se lanzó junto con un vídeo lírico el 19 de mayo de 2017. El vídeo musical fue publicado en Vevo el 3 de agosto de 2017. Remixes con Cedric Gervais y Laibert, como una versión acústica, fueron lanzados para la promoción del sencillo.
El segundo sencillo, «Say It to My Face», se estrenó el 3 de noviembre de 2017. Doce días después, el 15 de agosto se estrenó su vídeo musical. Remixes de la canción con The Wideboys fueron publicados el 15 de septiembre de 2017. Como tercer y último sencillo, se divulgó «Home with You» el 2 de febrero de 2018.

## Lista de canciones
| N.º | Título              | Escritor(es)                                                                         | Productor(s)                            | Duración |  |
| 1.  | «Dead»              | Brittany Amaradio, Madison Love y Michael Keenan                                     | Keenan                                  | 3:14     |  |
| 2.  | «Fools»             | Beer, Jeremy Dussolliet y Timothy Sommers                                            | One Love                                | 3:38     |  |
| 3.  | «HeartLess»         | Beer, Amaradio, Jordan Johnson, Love, Marcus Lomax, Oliver Peterhof y Stefan Johnson | The Monsters and the Strangerz y German | 3:38     |  |
| 4.  | «Tyler Durden»      | Beer, Dussolliet y Sommers                                                           | One Love                                | 2:07     |  |
| 5.  | «Home with You»     | Jane Bennett, Leroy Clampitt y Rachel Keen                                           | Big Taste                               | 3:10     |  |
| 6.  | «Teenager in Love»  | Beer, Dussolliet y Sommers                                                           | One Love                                | 3:34     |  |
| 7.  | «Say It to My Face» | Dayyon Alexander, Fred Ball, Beer y Sarah Aarons                                     | Ball                                    | 3:09     |  |

## Posicionamiento en listas
| Listas (2018)                       | Mejor posición |
| ----------------------------------- | -------------- |
| Australia (ARIA)                    | 64             |
| Austria (Ö3 Austria Top 40)         | 68             |
| Canadá Albums (Billboard)           | 62             |
| Escocia (OCC)                       | 91             |
| Estados Unidos (Billboard 200)      | 93             |
| Estados Unidos (Independent Albums) | 8              |
| Estados Unidos (Top Album Sales)    | 49             |
| Francia Download (SNEP)             | 27             |
| Irlanda (IRMA)                      | 38             |
| Nueva Zelanda Heatseeker (RMNZ)     | 3              |
| Reino Unido Download (OCC)          | 16             |
| Suiza (Schweizer Hitparade)         | 68             |